# Bunker Garzau
Der Bunker Garzau ist eine Militärbunkeranlage in Garzau, einem Ortsteil von Garzau-Garzin im Landkreis Märkisch-Oderland, Brandenburg.
Der Atombunker – Objektbezeichnung 05/206 – wurde von 1972 bis 1975 vom Ministerium für Nationale Verteidigung (MfNV) als Organisations- und Rechenzentrum (ORZ) der Nationalen Volksarmee der DDR gebaut.
Es handelt sich um einen zweigeschossigen Bunker der Schutzklasse „B“ von ca. 48 × 43 m mit 4.000 m² Gesamtfläche. Der oberirdische Gebäudekomplex bestand im Wesentlichen aus einem Stabsgebäude mit Küchentrakt und Speisesaal sowie einem Wachgebäude. Die Zentrale der Anlage lag 17 m unter der Erdoberfläche. Durch Schiffsdiesel autark, konnte er für 24 Stunden hermetisch abgeriegelt werden.
Das ORZ war mit Rechentechnik aus dem RGW-Programm ESER ausgestattet. So waren bis 1985 zwei Rechner vom Typ ES 1040 und anschließend ES 1055 im Einsatz.
Der Bunker Garzau war in das Nachrichtensystem der NVA integriert und unmittelbar mit der Hauptnachrichtenzentrale des Ministeriums für Nationale Verteidigung über Fernmeldekabel und Richtfunkverbindungen verbunden.
Das „Operative Auskunftssystem des Stabes“ im ORZ fasste tägliche Meldungen über Stärke, Bestände und Vorkommnisse aus allen Teilstreitkräften zusammen und stellte es dem MfNV zur Verfügung. Im Ernstfall hätte man im Bunker in Harnekop die tagesaktuellen Daten aus Garzau auf einem baugleichen Rechner eingelesen.
Der Bunker kann besichtigt werden.